# Eugenie Forde
Pour les articles homonymes, voir Forde (homonymie).
Eugenie Forde est une actrice américaine du muet née à New York le 22 juin 1879 et décédée à Van Nuys (Californie) le 5 septembre 1940.

## Biographie
Elle fut mariée à Guy H. Fetters. Elle tourna dans près de cent films de 1911 à 1927. Elle est la mère de l'actrice Victoria Forde.

## Filmographie partielle
- 1911 : Desperate Desmond Almost Succeeds de Tom Ricketts
- 1911 : Desperate Desmond Pursued by Claude Eclaire de Tom Ricketts
- 1911 : Desperate Desmond Abducts Rosamond de Tom Ricketts
- 1911 : Desperate Desmond Foiled by Claude Eclaire de Tom Ricketts
- 1912 : Desperate Desmond Fails de Tom Ricketts
- 1912 : Desperate Desmond on the Trail Again de Tom Ricketts
- 1912 : Her Indian Hero d'Al Christie, Jack Conway et Milton J. Fahrney
- 1913 : A Frontier Providence d'Otis Turner
- 1913 : Sheridan's Ride d'Otis Turner
- 1913 : A Frontier Mystery
- 1913 : Where Wits Win
- 1913 : A Story of the Mexican Border
- 1913 : The Girls and Dad  d'Al Christie
- 1913 : Hawkeye to the Rescue d'Al Christie
- 1914 : Professor Oldboy's Rejuvenator
- 1915 : Robert Thorne Forecloses de Burton L. King
- 1915 : The Diamond from the Sky de Jacques Jaccard et William Desmond Taylor
- 1915 : The Yellow Streak de Burton L. King
- 1915 : The Eagle and the Sparrow de Burton L. King
- 1915 : The Reaping de Burton L. King
- 1915 : The Doughnut Vender de Burton L. King
- 1916 : Purity de Rae Berger (en)
- 1916 : Out of the Shadows de Burton L. King
- 1916 : Only a Rose de Burton L. King
- 1916 : L'Innocence de Lizette (The Innocence of Lizette) de James Kirkwood Sr.
- 1917 : La Gentille Intruse (The Gentle Intruder) de James Kirkwood Sr.
- 1917 : Rayon d'or (Charity Castle) de Lloyd Ingraham
- 1918 : Une femme d'attaque (Fair Enough) d'Edward Sloman
- 1919 : Sis Hopkins de Clarence G. Badger
- 1919 : Bonnie, Bonnie Lassie de Tod Browning
- 1920 : The Virgin of Stamboul de Tod Browning
- 1923 : Cameo Kirby de John Ford
- 1927 : Captain Salvation de John S. Robertson
- 1927 : Wilful Youth (en) de Dallas M. Fitzgerald